# 神戸郵便局
神戸郵便局
（ごうどゆうびんきょく）
- 岐阜県安八郡神戸町にある郵便局。本記事にて記述する。

（かんべ-）
- 千葉県館山市にある郵便局。局番号は05287。
- 愛知県田原市にある郵便局。局番号は21285。

（かんど-）
- 鳥取県鳥取市にある郵便局。局番号は52098。

神戸郵便局（ごうどゆうびんきょく）は、岐阜県安八郡神戸町にある郵便局。民営化前の分類では無集配特定郵便局であった。日吉神社とその狛犬の図柄の風景印がある。

## 概要
- 住所：〒503-2305 岐阜県安八郡神戸町神戸大円坊1124

## 沿革
- 1874年（明治7年）3月1日 - 神戸郵便取扱所として開設[1]。
- 1875年（明治8年）1月1日 - 神戸郵便局（五等）となる。
- 1885年（明治18年）6月16日 - 貯金取扱を開始。
- 1894年（明治27年）1月1日 - 為替取扱を開始。
- 1901年（明治34年）11月11日 - 神戸郵便電信局となる。
- 1903年（明治36年）4月1日 - 通信官署官制の施行に伴い神戸郵便局となる。
- 1956年（昭和31年）3月21日 - 下宮郵便局から電話交換事務を移管[2]。
- 1965年（昭和40年）10月28日 - 下宮郵便局から和文電報配達業務の一部を移管。
- 1969年（昭和44年）5月23日 - 電話交換および和文電報配達業務を大垣電報電話局ならびに美濃池田電報電話局に移管。
- 時期不詳 - 現在地へ移転(それまでは神戸町大字神戸706−2にあった。現在の弥栄電工社の位置で建物は弥栄電工社がそのまま使っており郵便ポストも残っている。)
- 2006年（平成18年）10月1日 - 集配業務を大垣郵便局へ移管[3]。
- 2007年（平成19年）10月1日 - 民営化。
- 2012年（平成24年）10月1日 - 日本郵便株式会社発足。

## 取扱内容
- 郵便、印紙、ゆうパック、内容証明
- 貯金、為替、振替、振込、国際送金、国債
- 生命保険、バイク自賠責保険
- ゆうちょ銀行ATM

## 周辺
- 神戸町役場
- 善学院
- 五鳳記念美術館（期間限定開館）
- 揖斐川

## 風景印
- 図柄は日吉神社とその狛犬。局名表記は「岐阜　神戸」
- 使用開始日は1959年（昭和34年）8月15日

## アクセス
- 養老鉄道養老線 広神戸駅から南東へ500m（徒歩で約11分）。
- 名阪近鉄バス（黒野線）「川西」停留所もしくは「下宮」停留所下車。
- 名神高速道路 大垣ICから北へ約12km。
- 岐阜県道217号赤坂神戸線沿い
- 駐車場あり：14台